# Teófilo Gutiérrez
Teófilo Antonio Gutiérrez Roncancio (født 17. maj 1985 i Barranquilla, Colombia) er en colombiansk fodboldspiller (angriber). Han spiller hos Atlético Junior i sit hjemland Tidligere har han spillet for blandt andet River og Racing Club de Avellaneda i Argentina samt for Trabzonspor i Tyrkiet.

## Landshold
Gutiérrez har (pr. marts 2018) spillet 51 kampe og scoret 15 mål for Colombias landshold, som han debuterede for 7. august 2009 i et opgør mod El Salvador. Han var en del af den colombianske trup til VM i 2014 i Brasilien.